# ريوسوكي كوغيما
ريوسوكي كوغيما (باليابانية: 小島亨介) هو لاعب كرة قدم ياباني في مركز حراسة المرمى، ولد في 30 يناير 1997 في تويوتا في اليابان. شارك مع منتخب اليابان لكرة القدم. أما مع النوادي، فقد لعب مع أويتا ترينيتا.

## وصلات خارجية
- ريوسوكي كوغيما على موقع الاتحاد الدولي (مؤرشف)  (الإنجليزية)
- ريوسوكي كوغيما على موقع رابطة كرة القدم اليابانية للمحترفين (اليابانية)
- ريوسوكي كوغيما على موقع إي إس بي إن إف سي (الإنجليزية)
- ريوسوكي كوغيما على موقع قاعدة بيانات كرة القدم.إي يو (الإنجليزية)
- ريوسوكي كوغيما على موقع Soccerbase.com (لاعب) (الإنجليزية)
- ريوسوكي كوغيما على موقع Soccerway.com (الإنجليزية)
- ريوسوكي كوغيما على موقع عالم كرة القدم.نت (الإنجليزية)